# Phintella coonooriensis
Phintella coonooriensis är en spindelart som beskrevs av Prószynski 1992. Phintella coonooriensis ingår i släktet Phintella och familjen hoppspindlar. Inga underarter finns listade i Catalogue of Life.